# Álex Martínez
Alejandro Martínez Sánchez, conosciuto come Álex Martínez (Siviglia, 12 agosto 1990), è un calciatore spagnolo, difensore dell'Atlético Sanluqueño.

## Carriera
Nella stagione 2010-2011 ha fatto il suo esordio in prima squadra con il Real Betis, giocando 2 partite nella seconda serie spagnola e conquistando una promozione nella Liga, in cui l'anno seguente ha giocato 4 partite. Nella stagione 2012-2013 gioca invece 13 partite in massima serie, sempre con il Betis; a fine anno viene acquistato dal Real Murcia, squadra della seconda divisione spagnola. Dopo un anno fa ritorno al Betis, nel frattempo retrocesso in seconda serie.

## Palmarès

### Club

#### Competizioni nazionali
- Segunda División (Spagna): 1

Betis: 2014-2015